# Nkourani Sima
Nkourani Sima (коморською) — історичне місце, розташоване на південно-західному узбережжі острова Гранд-Комор. Nkourani ya Sima (або Kourani) — гірське село (висота 770 м) у комуні Ніумангама (західна префектура Баджіні), населене майже 10 000 мешканців. Це відправна точка для походів до Картали.